# Eisenbahnunfall von Riedlingen

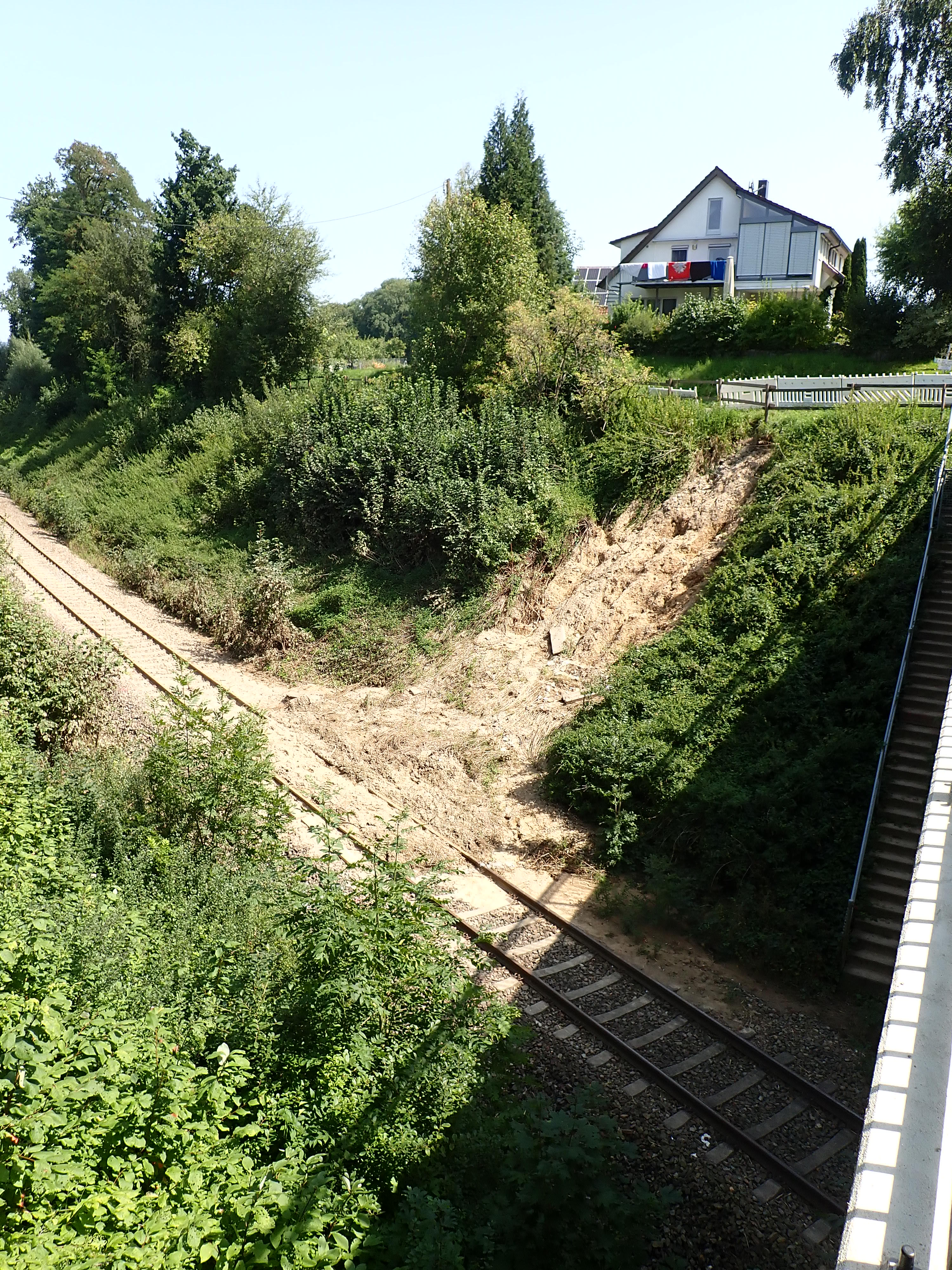
Spuren des Hangrutsches am Einschnitt bei der Brücke der K 7345 bei Zell 17 Tage nach dem Unfall

Beim Eisenbahnunfall von Riedlingen entgleiste am Abend des 27. Juli 2025 ein aus zwei Doppeltriebwagen der Baureihe 612 bestehender Regional-Express (RE) der DB Regio auf der Bahnstrecke Ulm–Sigmaringen bei Zell, einem Ortsteil der rund sieben Kilometer südlich liegenden oberschwäbischen Stadt Riedlingen im Landkreis Biberach (Baden-Württemberg). Es kamen drei Menschen ums Leben, 36 weitere wurden verletzt, zum Teil schwer.

## Ausgangslage

### Wetter
Die Wetterwarte Süd im oberschwäbischen Bad Schussenried gab um 16 Uhr, also zwei Stunden vor dem Unfall, eine Unwetterwarnung der höchsten Warnstufe violett heraus. Diese Warnstufe beschreibt ein extremes Unwetter mit hohem Schadenspotenzial aufgrund Starkregens. Ein Sprecher des Deutschen Wetterdienstes erklärte, in der Gegend sei „extrem heftiger Starkregen“ mit Niederschlagsmengen von 50 Liter pro Quadratmeter innerhalb einer Stunde gefallen.
Solche Unwetterereignisse werden üblicherweise der Betriebszentrale der Deutschen Bahn gemeldet.

### Geologie und Vegetationsmanagment

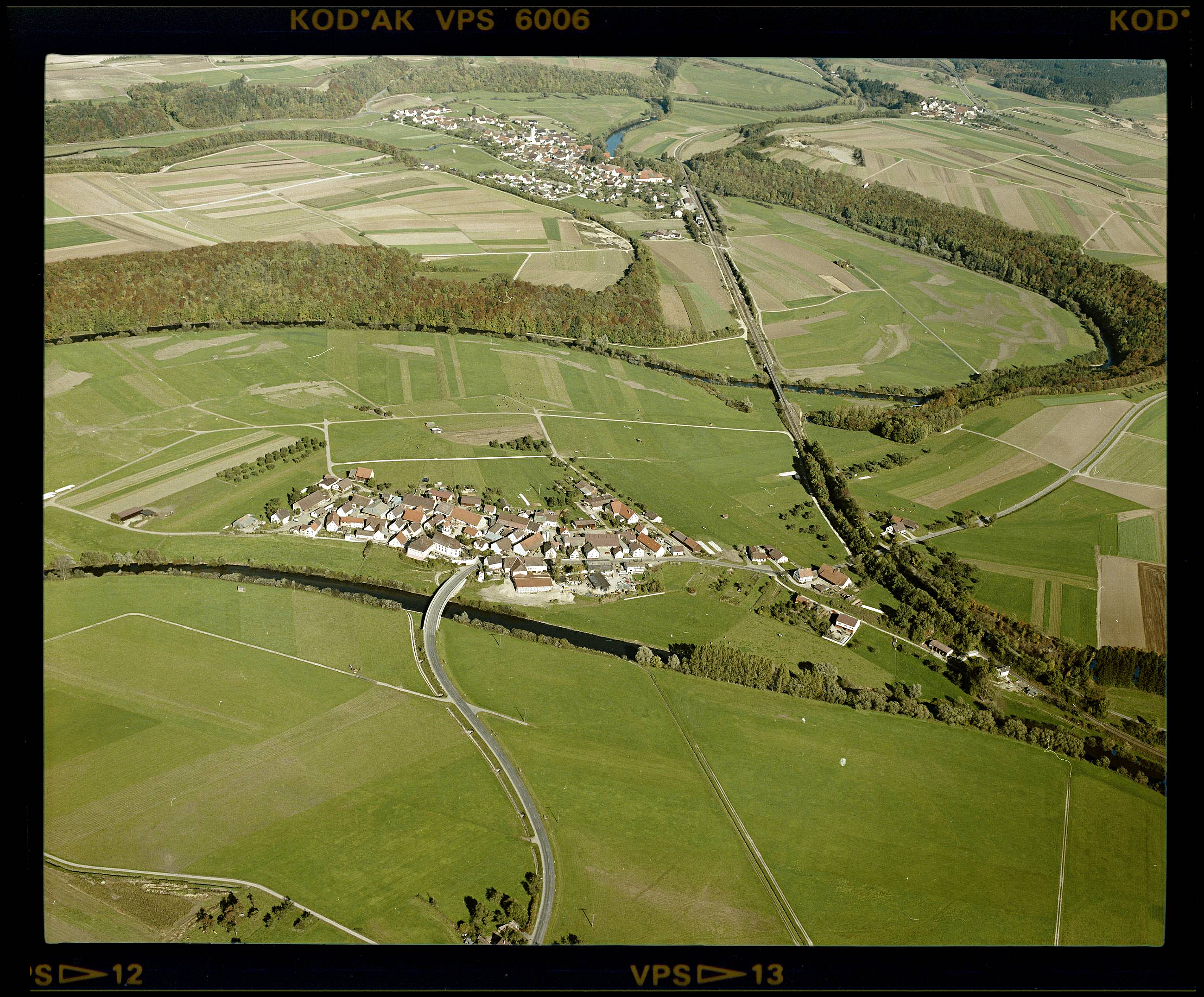
In Bildmitte der Ort Zell, die spätere Unfallstelle liegt im von Bäumen gesäumten Einschnitt rechts des Ortes (Luftbild von 1984)

Die Gegend der Unfallstelle war im Geoportal des Eisenbahn-Bundesamtes für mögliche Hangrutschgefährdungen ausgewiesen. Die Unfallstelle war auch in der Gefahrenkarte des Deutschen Zentrums für Schienenverkehrsforschung als gefährdet markiert.
Eine vier Jahre vor dem Unglück von einem Stuttgarter Ingenieurbüro angefertigte Starkregensimulation zeigte die Bahnstrecke-Unfallstelle innerhalb wenigen Minuten unter Wasser sowie später ein Überspülen der Böschung.
Für den Regenablaufschacht an der Unfallstelle, dessen Überlaufen möglicherweise eine wesentliche Rolle in dem Unglück spielte, war der Landkreis Biberach zuständig. Nach Angaben der Kreisverwaltung nach dem Unglück wurden die Entwässerungsanlagen an der Kreisstraße 7545, zu denen der Schacht gehört, am 21. Juli 2025 zuletzt überprüft, wobei an dem Schacht keine Verstopfungen festgestellt wurden.

### Ereignis im Umkreis
Eine Stunde vor dem Eisenbahnunfall musste am Bahnübergang der Landesstraße 271 in Zwiefaltendorf, ungefähr zwei Kilometer von der Unfallstelle entfernt, die Riedlinger Feuerwehr wegen Abflussproblemen bei einem Bahnübergang durch einen von Kieselsteinen verstopften Ablaufschacht anrücken. Durch die Verstopfung sammelten sich am Bahnübergang Wassermassen in der Senke vor den Gleisen an.

## Unfallhergang, Bergung und Rettungsmaßnahmen

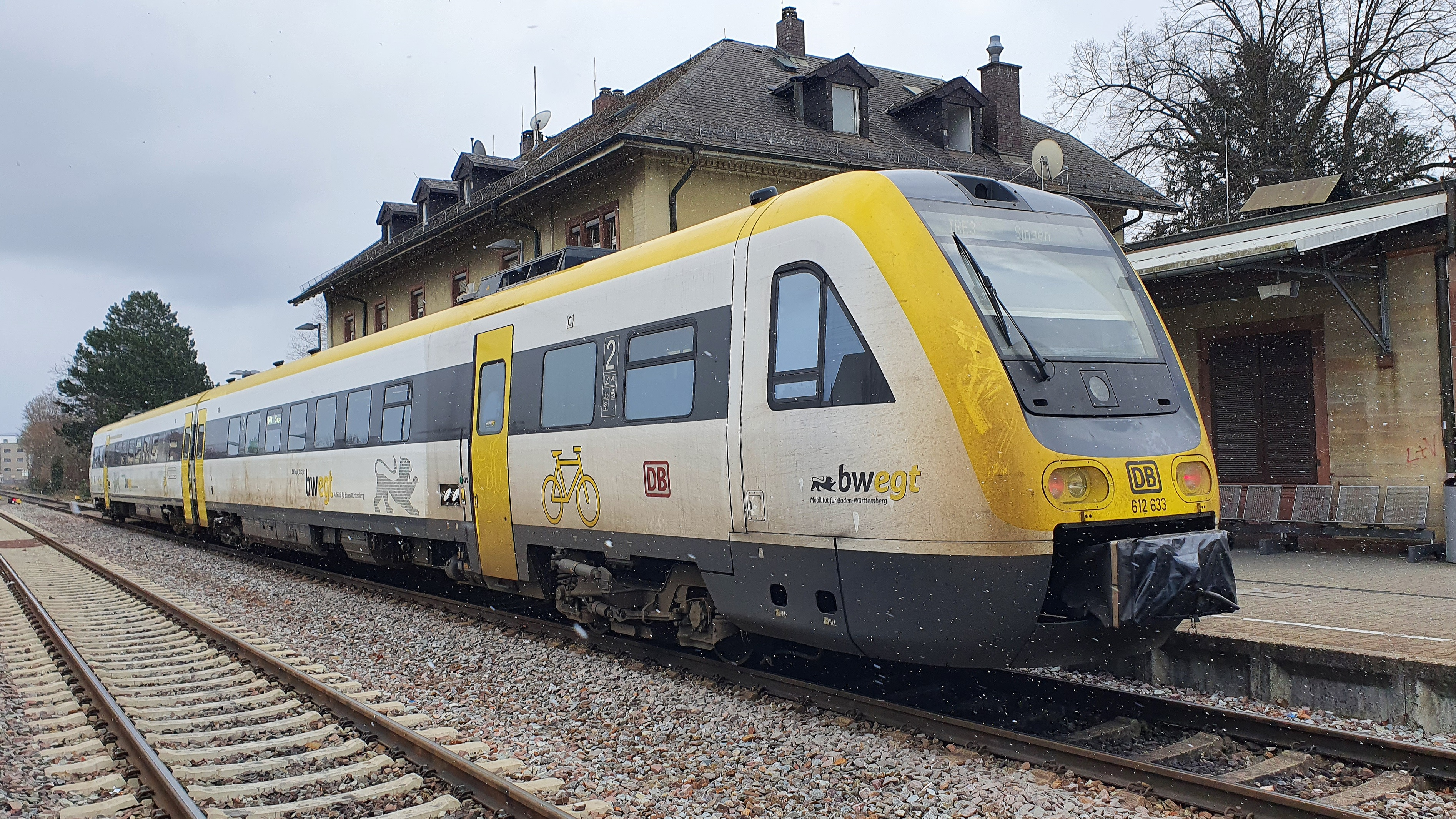
Betroffener Doppeltriebwagen 612 133/633 im Bahnhof Rheinfelden (Baden), 2023

Gegen 18:10 Uhr am Sonntag, dem 27. Juli 2025, entgleisten zwischen dem Bahnhof Riedlingen und dem Bahnhof Rechtenstein beim Streckenkilometer 58,8 drei der vier Wagen des Regional-Express-Zuges mit der Zugnummer 3227 auf der Linie RE 55, der von Sigmaringen nach Ulm Hauptbahnhof fuhr. Der Zug war in Doppeltraktion aus den Triebfahrzeugen 612 112/612 und 612 133/633 unterwegs. Zum Unfallzeitpunkt betrug – laut ersten Medienangaben nach dem Unfall – die gefahrene Geschwindigkeit im dortigen Rechtsbogen etwa 80 km/h. Der RE fuhr in angespülte Erdmassen und entgleiste. Das erste Fahrzeug wurde daraufhin eine Böschung hinaufgeschoben und kollidierte dort mit einem Baum, dabei wurde die Front abgerissen. Die Fahrzeuge verkeilten sich ineinander; mindestens eines stürzte um. Zum Zeitpunkt des Unfalls befanden sich etwa 50 Fahrgäste im Zug.
Die Lage der Unfallstelle in einem Einschnitt erschwerte die Bergungs- und Rettungsmaßnahmen. An dem Einsatz waren zahlreiche Kräfte beteiligt, darunter Feuerwehr, Rettungsdienste, mehrere Rettungshubschrauber, das Technische Hilfswerk sowie Katastrophenschutzeinheiten aus Baden-Württemberg und Bayern. Die Verletzten wurden auf umliegende Krankenhäuser verteilt. Für Angehörige wurde eine Anlaufstelle eingerichtet, die Deutsche Bahn stellte eine Hotline für Betroffene zur Verfügung. Bis zum 30. Juli 2025 war die Bergung der havarierten Fahrzeuge mittels eines Schienendrehkrans abgeschlossen, die Bergung wurden teils durch stark verformte Gleisen weiter erschwert.

## Folgen
Bei dem Unfall kamen drei Menschen ums Leben, eine 70-jährige Fahrgastzählerin, der 32-jährige Triebfahrzeugführer und ein 36-jähriger Auszubildender der Deutschen Bahn. Zunächst ging die Polizei davon aus, dass 41 Menschen verletzt wurden, davon 25 schwer. Später korrigierte sie die Zahl der Verletzten auf 36, ohne Angaben über Schwerverletzte. Auch die Anzahl der Reisenden wurde von zunächst 100 auf „rund 50“ korrigiert. Die betroffene Strecke wurde zwischen den Bahnhöfen Munderkingen und Herbertingen bis auf Weiteres gesperrt. Ein Schienenersatzverkehr wurde eingerichtet, der vorerst bis Anfang Okotber 2025 gelten soll. Die Bahnstrecke Riedlingen-Munderkingen, wo sich der Unfall ereignet hat, bleibt bis auf unbestimmte Zeit gesperrt.
Dieser Eisenbahnunfall löste bundesweit Diskussionen über die Sicherheit des Schienennetzes der Deutschen Bahn aus und Wissenschaftler sehen Handlungsbedarf, um gegen weitere geotechnischen Risiken vorzubereiten.
Im Folgemonat des Eisenbahnunfalls gab der Bundesverkehrsminister Patrick Schnieder den Rauswurf des DB-Vorstandsvorsitzenden Richard Lutz bekannt, bis ein Nachfolger ernannt wird, und begründet es mit unter anderem „Die Bahn muss […] sicherer werden. […] Die Lage bei der [Deutschen] Bahn ist dramatisch“.

## Ermittlungen zu den Ursachen
Ein Erdrutsch nach Starkregen verschüttete die Schienen und verursachte den Unfall. In der Gegend waren am frühen Sonntagabend nach Angaben des Deutschen Wetterdienstes örtlich bis zu 50 mm Niederschlag innerhalb einer Stunde gefallen. Nach Angaben der Ermittler könnte ein mit Gras überwachsenes Straßenablaufgitter dazu geführt haben, dass das Wasser stattdessen einen Hang herablief, wie mehrere Medien, darunter die Frankfurter Rundschau, RTL und Bild, berichteten. Die Süddeutsche Zeitung berichtete über Ermittler, welche vermuteten, dass die Kanalisation, die über zwei Rohröffnungen die Wassermengen hätte abführen sollen, überfordert war und daher der Schacht übergelaufen sei. Das deswegen anderweitig abfließende Wasser habe, so die Polizei, die Böschung unterspült und den Erdrutsch an einer Böschung oberhalb der Bahnstrecke ausgelöst. Die Bundespolizei und das Polizeipräsidium Ulm führen weiterhin Ermittlungen zum genauen Unfallhergang durch. So soll auch ein geologisches Gutachten zur genauen Unfallursache erstellt werden. Hinweise auf Fremdeinwirkung lagen laut Polizei nicht vor. Am Vormittag nach dem Unfall wurde der Fahrdatenschreiber geborgen.
Die Ravensburger Staatsanwaltschaft leitete ein Todesermittlungsverfahren ein, um der unnatürlichen Todesursachen der drei Todesopfer zu überprüfen.
Die Bundesstelle für Eisenbahnunfalluntersuchung nahm die Untersuchungen zur Ursachenermittlung auf.

## Reaktionen
Neben dem Vorstandsvorsitzenden der Deutschen Bahn Richard Lutz besuchten mehrere Politiker die Unfallstelle, darunter Winfried Kretschmann, Thomas Strobl, Patrick Schnieder und Winfried Hermann. Sie erklärten ihre Anteilnahme und sicherten Unterstützung bei der Aufklärung zu. Auch Bundeskanzler Friedrich Merz, der EVG-Vorsitzende Martin Burkert sowie die Bahngewerkschaft Fédération CGT des Cheminots aus Frankreich drückten ihre Anteilnahme aus.
Am 1. August 2025 fand ein ökumenischer Gedenkgottesdienst im Zwiefalter Münster statt, den der katholische Bischof Klaus Krämer und der evangelische Landesbischof Ernst-Wilhelm Gohl gemeinsam leiteten. Anwesend waren unter anderem die Politiker Kretschmann, Schnieder und Hermann sowie Bahnvorstand Lutz.

## Beurteilungen
Der Eisenbahningenieur Markus Hecht, Leiter des Fachgebiets Schienenfahrzeuge am Institut für Land- und Seeverkehr der Technischen Universität Berlin, kritisierte die Deutsche Bahn. Der Unfall wäre, so Hecht, vermutlich weniger schwer verlaufen oder hätte vielleicht auch vermieden werden können, wenn der Zug mit einem modernen Bahnräumer ausgestattet gewesen wäre. Bei den eingesetzten Fahrzeugen der Baureihe 612 sei bei Modernisierungen kein zeitgemäßes Bahnräumungssystem nachgerüstet worden. Er vermutete, ein solches hätte das Hindernis beseitigen können. Hecht beklagte, dass die gesetzlichen Regelungen in Deutschland solche Nachrüstungen nicht vorschrieben. Hecht bemängelte auch die Schienennetznutzungsbedinungen der DB InfraGO, sie achte zu wenig auf die modernen Standards. Aufgrund der mangelnden Winter- und Schneeräumtechnik der deutschen Züge dürften sie teils im europäischen Ausland nicht fahren. Des Weiteren empfahl Hecht der Deutschen Bahn, die Böschungen der Bahnstrecken zu verstärken und sich insbesondere auf Unwetterereignisse wie Starkregen und Schneefälle einzustellen und präventiv Maßnahmen zu ergreifen. Damit machte er die Deutsche Bahn für den Eisenbahnunfall hauptverantwortlich.
Der Geowissenschaftler Michael Krautblatter, Professor des Fachgebiets Hangbewegungen der Technischen Universität München, warnte vor häufigeren und heftigeren Erdrutschen durch Starkregen in Deutschland. Die Unfallstelle befinde sich in einer geologisch instabilen Schichtung, insbesondere alter Gletscherablagerungen aus der Riß-Kaltzeit auf Oberer Süßwassermolasse. Eine Hangsicherung wäre möglich gewesen, aber das Problem sei die große Anzahl an möglichen gefährdeten Gebieten. Die ausgelenkten Gleise könnten durch Verschiebungen des Gleisbett verursacht sein, aufgrund des Starkregens. Krautblatter ermahnt die Deutsche Bahn es gebe beträchtliche Bahntrassen, insbesondere im Alpenvorland, die durch instabile Gelände verlaufen und durch weitere Unwetterereignisse ähnliche Eisenbahnunfälle vorfallen können und plädiert für bessere Frühwarnsysteme, gegebenenfalls Überwachung im Millimeterbereich.
Der Wetterexperte Roland Roth, Leiter der Wetterwarte Süd im benachbarten Bad Schussenried, urteilte, die Bahn habe trotz der Starkregenwarnung der höchsten Unwetter-Warnstufe violett den Zugverkehr nicht einstellen können, weil solche Warnungen häufig ausgesprochen würden und die genauen Orte, an denen die größten Niederschlagsmengen fallen, nicht vorhergesagt werden könnten. Er mache der Bahn keinen Vorwurf; bei dem Unglück habe es sich um höhere Gewalt gehandelt.
Der Naturgefahrenforscher Ugur Öztürk von der Universität Wien konnte gegenüber dem Südkurier auf älteren Bildaufnahmen der Unfallstelle keine klaren Anzeichen für eine Instabilität der betroffenen Böschung erkennen. Kleine, sich entwickelnde Deformationen seien aufgrund des dichten Bewuchses auch bei regelmäßigen Sichtkontrollen nur schwer erkennbar. Öztürk wies darauf hin, dass Bahneinschnitte künstlich geformt seien und ihre Böschungen daher oft steiler geneigt seien als natürliche Berghänge. Die höhere Fließgeschwindigkeit des abfließenden Regenwassers erhöhe das Erosionsrisiko. Die Böschung an der Unfallstelle könne somit unbemerkt instabil geworden sein. Öztürk erklärte, das Unglück sei mit der bestehenden Infrastruktur kaum vermeidbar gewesen; infolge des Klimawandels sei es erforderlich, besonders gefährdete Zonen klar zu erfassen und technisch zu überwachen.